# 1,1-Difluoroéthane
Le 1,1-difluoroéthane est un hydrofluorocarbure (HFC) de formule semi-développée CH3–CHF2. Il est aussi connu sous son nom de gaz réfrigérant, R-152a ou HFC-152a.

## Production
Le difluoroéthane est produit de l'acétylène et du fluorure d'hydrogène avec un catalyseur au mercure (chimie), traités à haute température et en dosant le fluorure d'hydrogène. Le mélange réactionnel final est distillé pour séparer les produits et pour purifier le difluoroéthane.
2 HF + C2H2 → C2H4F2

## Usages
Le 1,1-difluoroéthane est un gaz utilisé dans les dépoussiérants qui sont fabriqués aux États-Unis.

## Dangers
Le difluoroéthane est un gaz inflammable. L'inhalation de ce produit est irrantante et narcotique à faible concentration et peut provoquer des étourdissements, des maux de tête, des nausées et une perte de coordination. À concentration élevée, il peut provoquer l'asphyxie.